# Canapè Méridienne

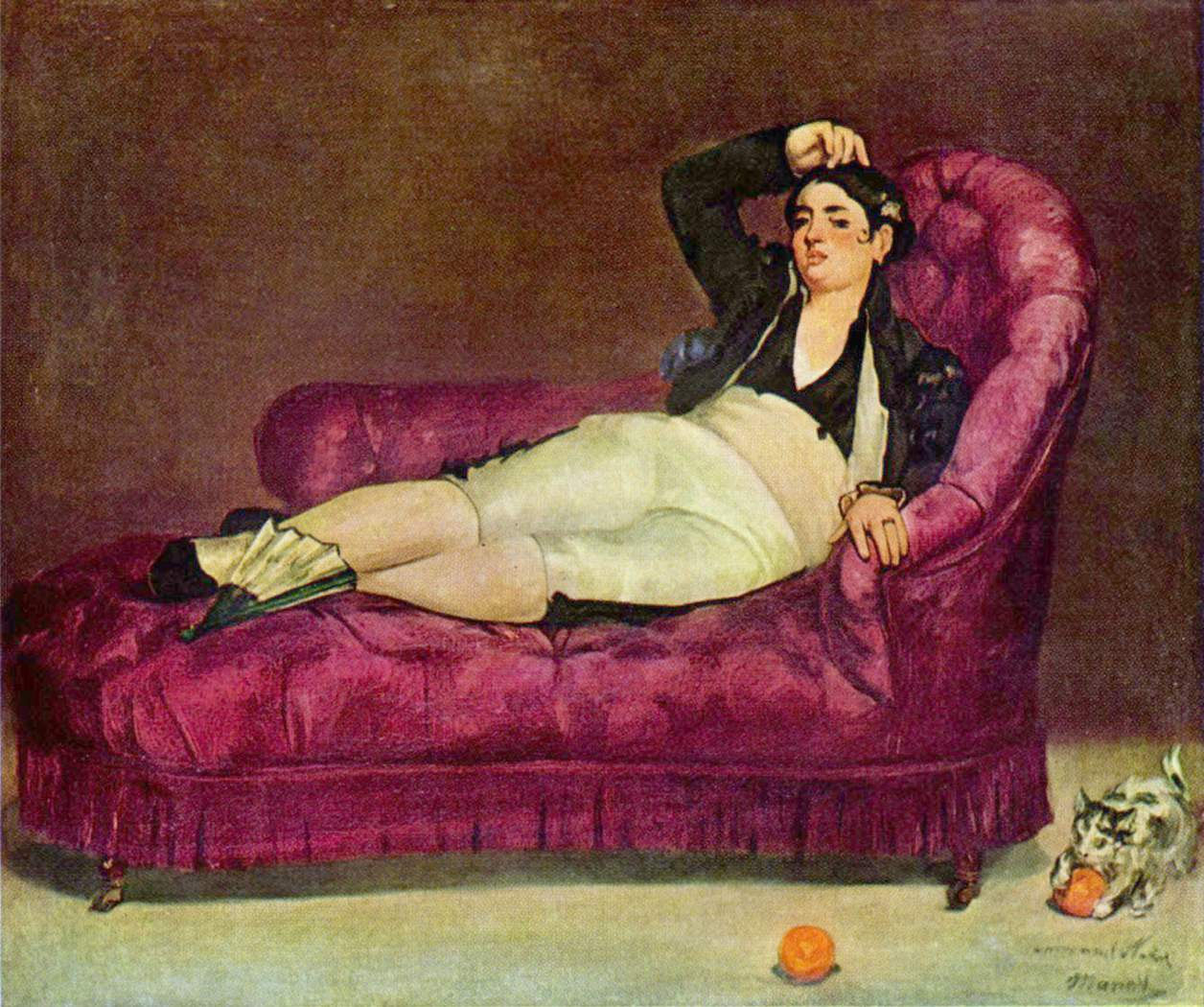

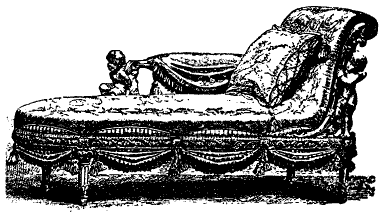
Chaise longue Méridienne del S. XVIII.

Una méridienne és un canapè del qual la capçalera, relligada al peu per un dossier oblic, és més amunt que aquest peu. El mot ve del francès méridienne que significava migdiada, terme provinent del llatí (meridies és el migdia). Per extensió, el llit de repòs per a fer la migdiada ha pres aquest nom.
Segons el Grand Larousse francès el vocable ha aparegué sota aquesta accepció per la primera vegada el 1765. És de fet una chaise longue de boudoir, semblant a la que es deia una veilleuse (vetlladora) sota el rei francès Lluís XV.